# Wolf River (Fox River)
Der Wolf River ist ein 360 km langer linker Nebenfluss des Fox River im US-Bundesstaat Wisconsin.

## Beschreibung
Er hat seinen Ursprung im Pine Lake im Forest County. Dieser See liegt im Nicolet National Forest im Norden von Wisconsin.
Von dort fließt der Wolf River in südlicher Richtung durch Langlade County und durch Menominee County.
Auf dieser Strecke ist Wildwasser-Rafting möglich.
Anschließend durchfließt er den Shawano County.
Hier nimmt er den Red River auf und passiert die Stadt Shawano. In Shawano mündet der Abfluss des Shawano Lake in den Fluss.
Er fließt weiter in südlicher Richtung und nimmt bei New London den Embarrass River auf.
An seinem Unterlauf fließen ihm der Little Wolf River und der Waupaca River zu.
Er durchfließt den Lake Polygan und mündet schließlich bei Winneconne in den See Lake Butte des Morts, welcher vom Fox River durchflossen wird.
Ein 38 km langer Abschnitt des Wolf River ist als National Wild and Scenic River ausgezeichnet.

## Umweltaspekte
An einem Zufluss des Wolf River wurde der Bau einer Mine, der Crandon Mine, vorgeschlagen. 
Umweltaktivisten sahen darin eine Bedrohung für die Erhaltung des Wolf River. 
Die Crandon Mine wurde 2003 vom Sokaogon Mole Lake Chippewa Band-Stamm erworben.
Die Kampagne für den Stopp der Crandon Mine war der Erfolg eines Bündnisses von Ureinwohnern, Umweltschützern und der städtischen Bevölkerung.

## Sturgeon Guard
Wolf River und Fox River sind bekannte Laichplätze von Stören, die im Frühjahr (zwischen Mitte April und Anfang Mai) vom Lake Winnebago flussaufwärts schwimmen.
Es wird vermutet, dass noch im Jahre 1800 die zehnfache Anzahl an Stören in den Gewässern lebten.
Weibliche Störe pflanzen sich erst mit 20 Jahren und dann nur alle 4–6 Jahre fort.
Sie können ein Alter von bis zu 50 Jahre erreichen. 
Dann sind sie bis zu 1,5 m lang.
Zum Schutz der Störe gründete das Wisconsin Department of Natural Resources Anfang der 1990er Jahre eine Bürgerinitiative, die sogenannte „Sturgeon For Tomorrow“. Die freiwilligen Helfer überwachen während der Laichsaison die Laichplätze. 

## "White Bass"
Morone chrysops (im Englischen "White Bass" oder "Sand Bass") ist eine Fischart aus der Familie der Wolfsbarsche, welche im Wolf River laicht. 
In den letzten beiden Maiwochen laichen die Fische üblicherweise.
Während dieser Zeit kommen viele Angler in das Flusssystem des Wolf River.
Der typische gefangene White Bass misst 200 bis 300 mm.